# Madhuca moonii
Espèce
Statut de conservation UICN

 VU A1c : Vulnérable
Classification phylogénétique
Madhuca moonii est une espèce de plantes à fleurs de la famille des Sapotaceae. C'est un arbre originaire du Sri Lanka.

## Répartition
Endémique aux forêts de plaine du sud-ouest du Sri Lanka. Cette espèce est connue sur quatorze localités.